# Großer Preis von Japan 2006
Der Große Preis von Japan 2006 (offiziell 2006 Formula 1 Fuji Television Japanese Grand Prix) fand am 8. Oktober auf dem Suzuka International Racing Course in Suzuka statt und war das 17. Rennen der Formel-1-Weltmeisterschaft 2006.

## Berichte

### Hintergrund
Nach dem Großen Preis von China führten Michael Schumacher und Fernando Alonso die Fahrerwertung punktgleich mit 116 Punkten an. Der Abstand auf den Drittplatzierten Giancarlo Fisichella betrug 53 Punkte. Michael Schumacher und Alonso konnten demnach zwei Rennen vor Schluss noch Fahrerweltmeister werden. In der Konstrukteurswertung führte Renault mit einem Punkt vor Ferrari und mit 78 Punkten vor McLaren-Mercedes.
Mit Michael Schumacher (sechsmal), Rubens Barrichello und Kimi Räikkönen (jeweils einmal) traten drei ehemalige Sieger zu diesem Grand Prix an.

### Training
Die letzten sechs Teams der Konstrukteursmeisterschaft 2005 waren berechtigt am Freitag im freien Training ein drittes Auto einzusetzen, selbiges galt für das neue elfte Team Super Aguri. Diese Fahrer fuhren am Freitag, traten aber weder im Qualifying noch im Rennen an. Alexander Wurz (Williams), Anthony Davidson (Honda), Michael Ammermüller (Red Bull), Sebastian Vettel (BMW Sauber), Adrian Sutil (Spyker), Neel Jani (Toro Rosso) und Franck Montagny (Super Aguri) nahmen in dieser Funktion an den Freitagstrainings teil.
Im ersten freien Training, das unter regnerischen Bedingungen stattfand, lagen fünf Freitagstestfahrer vorne. Die schnellste Zeit erzielte Davidson vor Jani und Vettel.
Im zweiten freien Training, in dem die Strecke abtrocknete, fuhr Fisichella die schnellste Runde vor Felipe Massa und Michael Schumacher.
Im dritten freien Training auf einer durchgängig trockenen Strecke übernahm Michael Schumacher die Führung vor seinem Bruder Ralf Schumacher und Jenson Button.

### Qualifying
Das Qualifying bestand aus drei Teilen mit einer Nettolaufzeit von 45 Minuten. Im ersten Qualifying-Segment (Q1) hatten die Fahrer 18 Minuten Zeit, um sich für das Rennen zu qualifizieren. Alle Fahrer, die im ersten Abschnitt eine Zeit erzielten, die maximal 107 Prozent der schnellsten Rundenzeit betrug, qualifizierten sich für den Grand Prix. Die besten 16 Fahrer erreichten den nächsten Teil.
Im ersten Abschnitt (Q1) fuhr Massa die schnellste Zeit. Die Super-Aguri- und Red-Bull-Piloten sowie Tiago Monteiro und Scott Speed schieden aus.
Im zweiten Abschnitt (Q2) erzielte Michael Schumacher die schnellste Runde. Die McLaren-Piloten sowie Robert Kubica, Mark Webber, Vitantonio Liuzzi und Christijan Albers schieden aus.
Im dritten Segment (Q3) war Massa der Schnellste und erzielte seine zweite Pole-Position vor Michael Schumacher und Ralf Schumacher.

### Rennen

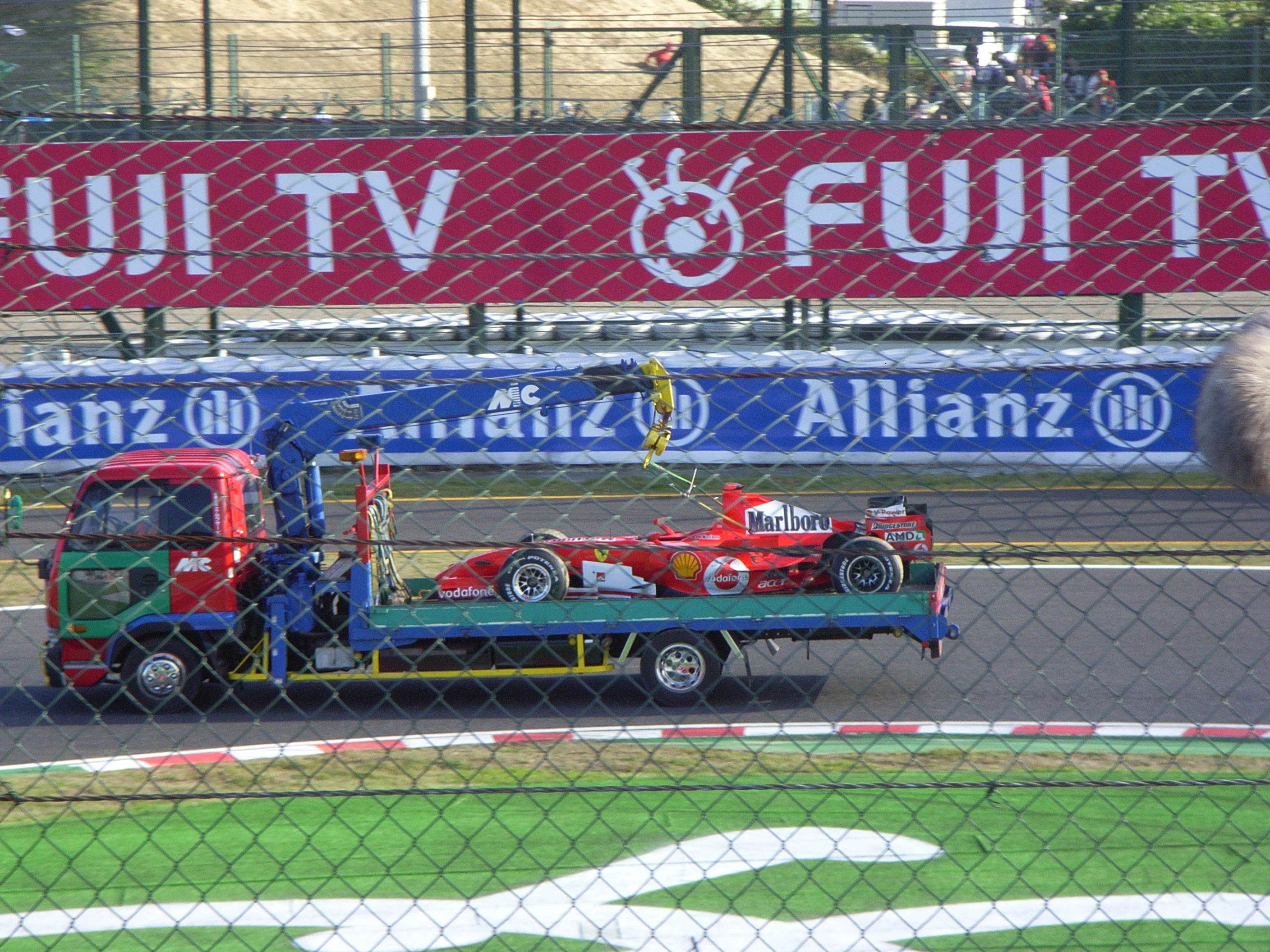
Der Ferrari von Michael Schumacher nach dem Motorschaden auf dem Weg zurück zur Box

Beim Start erwischten die Ferrari einen guten Start, ebenso Ralf Schumacher und auch Alonso, der Jarno Trulli überholte und am Ende der ersten Runde Vierter war. In der dritten Runde übernahm Michael Schumacher dann die Führung von Massa. Dahinter überholte Alonso Ralf Schumacher dann in der 13. Runde für den dritten Platz und holte auf die beiden Ferrari vor ihm auf. Nach seinem Boxenstopp hing Massa rundenlang hinter Nick Heidfeld fest, sodass Alonso bei seinem Stopp am Brasilianer vorbei kam.
Der Führende Michael Schumacher stoppte in Runde 18 und behielt die Führung mit ca. fünf Sekunden Vorsprung auf Alonso. In diesem zweiten Stint war das Tempo der beiden Konkurrenten exakt identisch, während der Rest des Feldes distanziert wurde. Alles deutete auf ein Finale in Interlagos hin, doch stattdessen wurde die Weltmeisterschaft plötzlich im Voraus entschieden. In Runde 37 schied Michael Schumacher in Führung liegend aufgrund eines Motorschadens aus und Alonso übernahm die Führung. Das erste Mal seit dem Großen Preis von Frankreich im Jahr 2000 schied der Deutsche wieder wegen eines Motorproblems aus. Zurück an der Box bedankte sich Michael Schumacher nacheinander bei allen anwesenden Mechanikern und Mitarbeitern aus Maranello.
Alonso gewann anschließend das Rennen vor Massa und Fisichella und übernahm damit wieder die Führung in der Weltmeisterschaft. Mit zehn Punkten Vorsprung auf den Deutschen musste Alonso in Brasilien nur noch punkten, um seinen zweiten Titel in Folge zu gewinnen. Die restlichen Punkteplatzierungen belegen Button, Räikkönen, Jarno Trulli, Ralf Schumacher und Nick Heidfeld.

## Meldeliste
| Team                              | Nr. | Fahrer               | Chassis          | Motor                | Reifen |
| --------------------------------- | --- | -------------------- | ---------------- | -------------------- | ------ |
| Mild Seven Renault F1 Team        | 01  | Fernando Alonso      | Renault R26      | Renault 2.4 V8       | M      |
| Mild Seven Renault F1 Team        | 02  | Giancarlo Fisichella | Renault R26      | Renault 2.4 V8       | M      |
| Team McLaren Mercedes             | 03  | Kimi Räikkönen       | McLaren MP4-21   | Mercedes-Benz 2.4 V8 | M      |
| Team McLaren Mercedes             | 04  | Pedro de la Rosa     | McLaren MP4-21   | Mercedes-Benz 2.4 V8 | M      |
| Scuderia Ferrari Marlboro         | 05  | Michael Schumacher   | Ferrari 248 F1   | Ferrari 2.4 V8       | B      |
| Scuderia Ferrari Marlboro         | 06  | Felipe Massa         | Ferrari 248 F1   | Ferrari 2.4 V8       | B      |
| Panasonic Toyota Racing           | 07  | Ralf Schumacher      | Toyota TF106B    | Toyota 2.4 V8        | B      |
| Panasonic Toyota Racing           | 08  | Jarno Trulli         | Toyota TF106B    | Toyota 2.4 V8        | B      |
| Williams F1 Team                  | 09  | Mark Webber          | Williams FW28    | Cosworth 2.4 V8      | B      |
| Williams F1 Team                  | 10  | Nico Rosberg         | Williams FW28    | Cosworth 2.4 V8      | B      |
| Williams F1 Team                  | 35  | Alexander Wurz       | Williams FW28    | Cosworth 2.4 V8      | B      |
| Lucky Strike Honda Racing F1 Team | 11  | Rubens Barrichello   | Honda RA106      | Honda 2.4 V8         | M      |
| Lucky Strike Honda Racing F1 Team | 12  | Jenson Button        | Honda RA106      | Honda 2.4 V8         | M      |
| Lucky Strike Honda Racing F1 Team | 36  | Anthony Davidson     | Honda RA106      | Honda 2.4 V8         | M      |
| Red Bull Racing                   | 14  | David Coulthard      | Red Bull RB2     | Ferrari 2.4 V8       | M      |
| Red Bull Racing                   | 15  | Robert Doornbos      | Red Bull RB2     | Ferrari 2.4 V8       | M      |
| Red Bull Racing                   | 37  | Michael Ammermüller  | Red Bull RB2     | Ferrari 2.4 V8       | M      |
| BMW Sauber F1 Team                | 16  | Nick Heidfeld        | BMW Sauber F1.06 | BMW 2.4 V8           | M      |
| BMW Sauber F1 Team                | 17  | Robert Kubica        | BMW Sauber F1.06 | BMW 2.4 V8           | M      |
| BMW Sauber F1 Team                | 38  | Sebastian Vettel     | BMW Sauber F1.06 | BMW 2.4 V8           | M      |
| Spyker MF1 Team                   | 18  | Tiago Monteiro       | Midland M16      | Toyota 2.4 V8        | B      |
| Spyker MF1 Team                   | 19  | Christijan Albers    | Midland M16      | Toyota 2.4 V8        | B      |
| Spyker MF1 Team                   | 39  | Adrian Sutil         | Midland M16      | Toyota 2.4 V8        | B      |
| Scuderia Toro Rosso               | 20  | Vitantonio Liuzzi    | Toro Rosso STR1  | Cosworth 3.0 V10     | M      |
| Scuderia Toro Rosso               | 21  | Scott Speed          | Toro Rosso STR1  | Cosworth 3.0 V10     | M      |
| Scuderia Toro Rosso               | 40  | Neel Jani            | Toro Rosso STR1  | Cosworth 3.0 V10     | M      |
| Super Aguri Formula 1             | 22  | Takuma Satō          | Super Aguri SA06 | Honda 2.4 V8         | B      |
| Super Aguri Formula 1             | 23  | Sakon Yamamoto       | Super Aguri SA06 | Honda 2.4 V8         | B      |
| Super Aguri Formula 1             | 41  | Franck Montagny      | Super Aguri SA06 | Honda 2.4 V8         | B      |

Anmerkungen
1. 1 2 3 4 5 6 7  Nahm nur an den Freitagstrainings teil.

## Klassifikationen

### Qualifying
| Pos. | Fahrer               | Konstrukteur        | Q1         | Q2       | Q3       | Start |
| ---- | -------------------- | ------------------- | ---------- | -------- | -------- | ----- |
| 01   | Felipe Massa         | Ferrari             | 1:30,112   | 1:29,830 | 1:29,599 | 01    |
| 02   | Michael Schumacher   | Ferrari             | 1:31,279   | 1:28,954 | 1:29,711 | 02    |
| 03   | Ralf Schumacher      | Toyota              | 1:30,595   | 1:30,299 | 1:29,989 | 03    |
| 04   | Jarno Trulli         | Toyota              | 1:30,420   | 1:30,204 | 1:30,039 | 04    |
| 05   | Fernando Alonso      | Renault             | 1:30,976   | 1:30,357 | 1:30,371 | 05    |
| 06   | Giancarlo Fisichella | Renault             | 1:31,696   | 1:30,306 | 1:30,599 | 06    |
| 07   | Jenson Button        | Honda               | 1:30,847   | 1:30,268 | 1:30,992 | 07    |
| 08   | Rubens Barrichello   | Honda               | 1:31,972   | 1:30,598 | 1:31,478 | 08    |
| 09   | Nick Heidfeld        | BMW Sauber          | 1:31,811   | 1:30,470 | 1:31,513 | 09    |
| 10   | Nico Rosberg         | Williams-Cosworth   | 1:30,585   | 1:30,321 | 1:31,856 | 10    |
| 11   | Kimi Räikkönen       | McLaren-Mercedes    | 1:32,080   | 1:30,827 | –        | 11    |
| 12   | Robert Kubica        | BMW Sauber          | 1:31,204   | 1:31,094 | –        | 12    |
| 13   | Pedro de la Rosa     | McLaren-Mercedes    | 1:31,581   | 1:31,254 | –        | 13    |
| 14   | Mark Webber          | Williams-Cosworth   | 1:31,647   | 1:31,276 | –        | 14    |
| 15   | Vitantonio Liuzzi    | Toro Rosso-Cosworth | 1:31,741   | 1:31,943 | –        | 15    |
| 16   | Christijan Albers    | Midland-Toyota      | 1:32,221   | 1:33,750 | –        | 16    |
| 17   | David Coulthard      | Red Bull-Ferrari    | 1:32,252   | –        | –        | 17    |
| 18   | Robert Doornbos      | Red Bull-Ferrari    | 1:32,402   | –        | –        | 18    |
| 19   | Scott Speed          | Toro Rosso-Cosworth | 1:32,867   | –        | –        | 19    |
| 20   | Takuma Satō          | Super Aguri-Honda   | 1:33,666   | –        | –        | 20    |
| 21   | Tiago Monteiro       | Midland-Toyota      | 1:33,709   | –        | –        | 21    |
| 22   | Sakon Yamamoto       | Super Aguri-Honda   | keine Zeit | –        | –        | 24    |

Anmerkungen
1. ↑  Yamamoto wurde erlaubt zu starten, da er im freien Training ausreichend schnell gefahren war.

### Rennen
| Pos. | Fahrer               | Konstrukteur        | Runden | Stopps | Zeit        | Start | Schnellste Runde |
| ---- | -------------------- | ------------------- | ------ | ------ | ----------- | ----- | ---------------- |
| 01   | Fernando Alonso      | Renault             | 53     | 2      | 1:23:53,413 | 05    | 1:32,676 (14.)   |
| 02   | Felipe Massa         | Ferrari             | 53     | 2      | + 16,151    | 01    | 1:33,296 (37.)   |
| 03   | Giancarlo Fisichella | Renault             | 53     | 2      | + 23,953    | 06    | 1:33,564 (13.)   |
| 04   | Jenson Button        | Honda               | 53     | 2      | + 34,101    | 07    | 1:33,451 (35.)   |
| 05   | Kimi Räikkönen       | McLaren-Mercedes    | 53     | 2      | + 43,596    | 11    | 1:33,344 (24.)   |
| 06   | Jarno Trulli         | Toyota              | 53     | 2      | + 46,717    | 04    | 1:33,866 (02.)   |
| 07   | Ralf Schumacher      | Toyota              | 53     | 2      | + 48,869    | 03    | 1:33,607 (02.)   |
| 08   | Nick Heidfeld        | BMW Sauber          | 53     | 2      | + 1:16,095  | 09    | 1:34,525 (31.)   |
| 09   | Robert Kubica        | BMW Sauber          | 53     | 2      | + 1:16,932  | 12    | 1:33,509 (39.)   |
| 10   | Nico Rosberg         | Williams-Cosworth   | 52     | 2      | + 1 Runde   | 10    | 1:34,802 (33.)   |
| 11   | Pedro de la Rosa     | McLaren-Mercedes    | 52     | 2      | + 1 Runde   | 13    | 1:34,120 (22.)   |
| 12   | Rubens Barrichello   | Honda               | 52     | 3      | + 1 Runde   | 08    | 1:34,071 (40.)   |
| 13   | Robert Doornbos      | Red Bull-Ferrari    | 52     | 2      | + 1 Runde   | 18    | 1:35,099 (37.)   |
| 14   | Vitantonio Liuzzi    | Toro Rosso-Cosworth | 52     | 2      | + 1 Runde   | 15    | 1:34,131 (22.)   |
| 15   | Takuma Satō          | Super Aguri-Honda   | 52     | 2      | + 1 Runde   | 20    | 1:35,082 (26.)   |
| 16   | Tiago Monteiro       | Midland-Toyota      | 51     | 2      | + 2 Runden  | 21    | 1:35,260 (27.)   |
| 17   | Sakon Yamamoto       | Super Aguri-Honda   | 50     | 3      | + 3 Runden  | 22    | 1:35,594 (22.)   |
| –    | Scott Speed          | Toro Rosso-Cosworth | 48     | 2      | DNF         | 19    | 1:34,560 (37.)   |
| –    | Mark Webber          | Williams-Cosworth   | 39     | 2      | DNF         | 14    | 1:35,092 (19.)   |
| –    | Michael Schumacher   | Ferrari             | 36     | 2      | DNF         | 02    | 1:32,792 (32.)   |
| –    | David Coulthard      | Red Bull-Ferrari    | 35     | 2      | DNF         | 17    | 1:35,052 (20.)   |
| –    | Christijan Albers    | Midland-Toyota      | 20     | 0      | DNF         | 16    | 1:36,036 (19.)   |

## WM-Stände nach dem Rennen
Die ersten acht des Rennens bekamen 10, 8, 6, 5, 4, 3, 2 bzw. 1 Punkt(e)
| Pos. | Fahrer               | Konstrukteur      | Punkte |
| ---- | -------------------- | ----------------- | ------ |
| 01   | Fernando Alonso      | Renault           | 126    |
| 02   | Michael Schumacher   | Ferrari           | 116    |
| 03   | Felipe Massa         | Ferrari           | 70     |
| 04   | Giancarlo Fisichella | Renault           | 69     |
| 05   | Kimi Räikkönen       | McLaren-Mercedes  | 61     |
| 06   | Jenson Button        | Honda             | 50     |
| 07   | Rubens Barrichello   | Honda             | 28     |
| 08   | Juan Pablo Montoya   | McLaren-Mercedes  | 26     |
| 09   | Nick Heidfeld        | BMW Sauber        | 23     |
| 11   | Ralf Schumacher      | Toyota            | 20     |
| 10   | Pedro de la Rosa     | McLaren-Mercedes  | 18     |
| 12   | Jarno Trulli         | Toyota            | 15     |
| 13   | David Coulthard      | Red Bull-Ferrari  | 14     |
| 14   | Mark Webber          | Williams-Cosworth | 7      |

| Pos. | Fahrer             | Konstrukteur        | Punkte |
| ---- | ------------------ | ------------------- | ------ |
| 15   | Jacques Villeneuve | BMW Sauber          | 7      |
| 16   | Robert Kubica      | BMW Sauber          | 6      |
| 17   | Nico Rosberg       | Williams-Cosworth   | 4      |
| 18   | Christian Klien    | Red Bull-Ferrari    | 2      |
| 19   | Vitantonio Liuzzi  | Toro Rosso-Cosworth | 1      |
| 20   | Scott Speed        | Toro Rosso-Cosworth | 0      |
| 21   | Tiago Monteiro     | Spyker MF1          | 0      |
| 22   | Christijan Albers  | Spyker MF1          | 0      |
| 23   | Takuma Satō        | Super Aguri-Honda   | 0      |
| 24   | Robert Doornbos    | Red Bull-Ferrari    | 0      |
| 25   | Yūji Ide           | Super Aguri-Honda   | 0      |
| 26   | Franck Montagny    | Super Aguri-Honda   | 0      |
| 27   | Sakon Yamamoto     | Super Aguri-Honda   | 0      |

### Konstrukteurswertung
| Pos. | Konstrukteur     | Punkte |
| ---- | ---------------- | ------ |
| 01   | Renault          | 195    |
| 02   | Ferrari          | 186    |
| 03   | McLaren-Mercedes | 105    |
| 04   | Honda            | 78     |
| 05   | BMW Sauber       | 36     |
| 06   | Toyota           | 35     |

| Pos. | Konstrukteur        | Punkte |
| ---- | ------------------- | ------ |
| 07   | Red Bull-Ferrari    | 16     |
| 08   | Williams-Cosworth   | 11     |
| 09   | Toro Rosso-Cosworth | 1      |
| 10   | Spyker MF1          | 0      |
| 11   | Super Aguri-Honda   | 0      |